# مدرع بيشي
مدرع بيشي (الاسم العلمي: Zaedyus pichiy) (بالإنجليزية: Pichi)‏ هو نوع من الحيوانات يتبع جنس المدرع القزم من فصيلة المدرعات المتدثرة وأشباهها.